# Kazimierz Jonkisz
Kazimierz Jonkisz (ur. 9 listopada 1948 w Wilamowicach) – polski muzyk jazzowy, perkusista, pedagog.

## Życiorys muzyczny
Mając 10 lat rozpoczął naukę gry na akordeonie w Ognisku Muzycznym w Brzeszczach. Podczas egzaminu do Liceum Muzycznego w Bielsku-Białej komisja odkryła u niego wyjątkowe poczucie rytmu. W 1962 roku rozpoczął w tej szkole naukę gry na perkusji. W wieku 18 lat został laureatem festiwalu Jazz nad Odrą 1967. Studia muzyczne ukończył w roku 1971, w którym otrzymał również stypendium im. Krzysztofa Komedy.
Współpracował z polskimi muzykami jazzowymi jak Zbigniew Namysłowski, Leszek Możdżer, Tomasz Stańko, Jan Ptaszyn Wróblewski, Michał Urbaniak czy Adam Makowicz. Występował również z muzykami o międzynarodowej sławie, takimi jak: Al Cohn, Roy Hargrove, Larry Coryell, Amina Claudine Myers, Monty Waters, Eddie Henderson, Kevin Mahogany, Marc Thomas, Miles Griffith, John Hicks, Bob Sheppard, Larry Goldings, Tim Hagans.
W 1978 roku rozpoczął koncerty jako pierwszy w Polsce leader za perkusją. Przez jego zespoły przewinęli się młodzi muzycy z późniejszej czołówki polskiego jazzu.
W 1980 roku Kazimierz Jonkisz debiutował z własnym kwintetem na Międzynarodowym Festiwalu Muzyki Jazzowej Jazz Jamboree w Warszawie. Dotychczas uczestniczył w nagraniu ok. 70 płyt, m.in. ze Zbigniewem Namysłowskim, Januszem Muniakiem, Janem Ptaszynem Wróblewskim, Mieczysławem Koszem i wieloma innymi polskimi muzykami. W 1980 r. nagrał swoją pierwszą autorską płytę pt. Tiri Taka, z serii Polish Jazz. Grał na największych festiwalach jazzowych, takich jak: Molde International Jazz Festiwal (Norwegia), New Port in Belgrad Jazz Festiwal (Jugosławia), Bergamo Jazz Festiwal (Włochy), Havana Jazz Festival (Kuba), Ost - West (Niemcy), Temecula International Jazz Festival (USA).
Od 1992 roku Kazimierz Jonkisz zajmuje się również nauczaniem jazzu, wykłada w klasie perkusji w Średniej Szkole Muzycznej im. Fryderyka Chopina w Warszawie. Od kilku lat, wraz z profesorami Berklee College of Music w Bostonie oraz Music Hochschule w Grazu w Austrii, bierze udział w cyklu warsztatów muzycznych w Puławach.
W 2017 został odznaczony Srebrnym Medalem „Zasłużony Kulturze Gloria Artis”.
W 2024 otrzymał nagrodę Złoty Fryderyk za całokształt dokonań artystycznych.

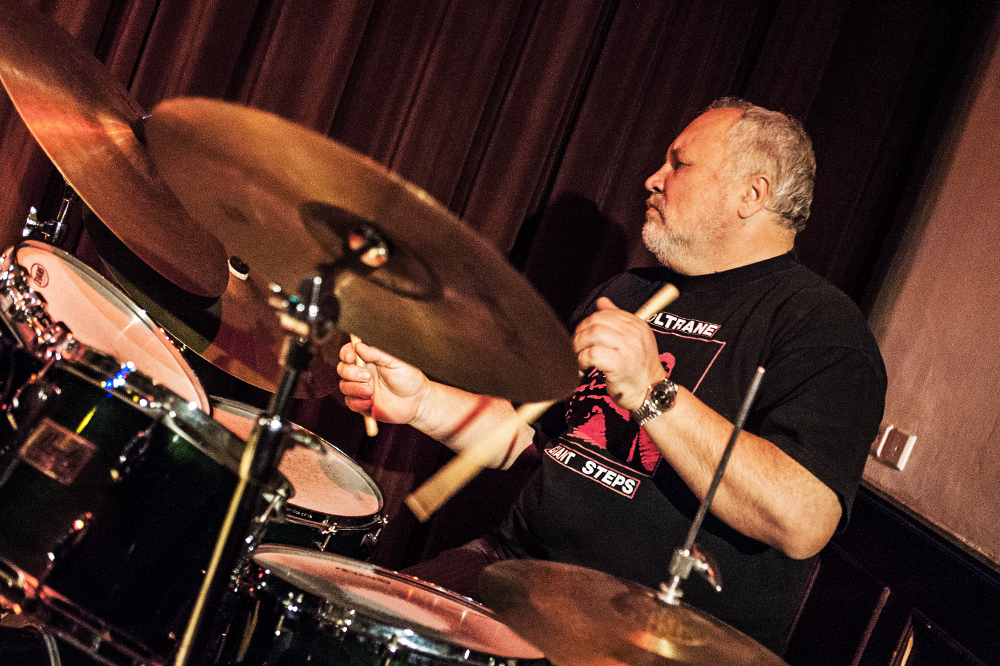
Kazimierz Jonkisz z zespołem Krzysztof Popek Quintet w grudniu 2011. Jazz Club Rynek w Warszawie.

## Instrumentarium
| Bębny Pearl Master Custom - Bęben basowy 18" - Tomy Tom 10" - Tom Tom 12" - Floor tom 14" - Werbel 14" Pałki - Zildjan Super 5 A | Talerze Turkish - Ride 21" - Ride 20" - Crash 18" - hi-hat 13" Miotły - Vic Firth |